# Onomastica romana

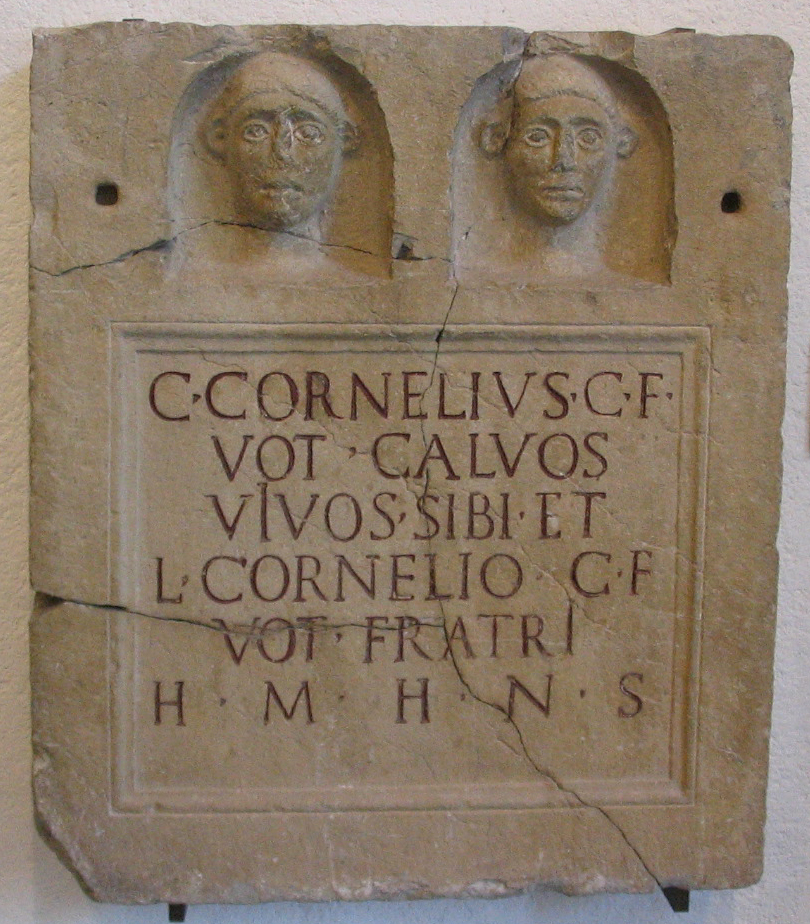
Museo Archeologico di Bergamo, stele di due fratelli della gens Cornelia. I primi due righi costituiscono un esempio di onomastica latina:
-, praenomen
-, nomen o gentilizio
-, filiazione o patronimico
-, tribù
-, cognomen

L'onomastica romana è lo studio dei nomi propri di persona, delle loro origini e dei processi di denominazione nella Roma antica. L'onomastica latina prevedeva che i nomi maschili tipici contenessero tre nomi propri (tria nomina) che erano indicati come praenomen (il nome proprio come intendiamo oggi), nomen (equivalente al nostro cognome che individuava la gens, ovvero era il cosiddetto "gentilizio") e cognomen (che indicava la famiglia in senso nucleare, all'interno della gens).
Talvolta si aggiungeva un "secondo cognomen", chiamato agnomen. Un uomo che veniva adottato, mostrava nel nome anche quello di adozione (come nel caso dell'imperatore Augusto). Per i nomi femminili, c'erano poche differenze, anche se queste non usavano di norma il praenomen proprio, ma quello del marito o del padre.
Quando i tria nomina erano indicativi di possesso di cittadinanza, solo tre elementi erano obbligatori: praenomen, nomen e cognomen, mentre elementi aggiuntivi come l'agnomen erano opzionali.

## Origine ed evoluzione
Il sistema dei tria nomina era il modo tradizionale latino, dall'epoca tardo repubblicana, di nominare una persona, anche se nella Roma arcaica vi era un sistema uninominale (es. Romolo, Numitore ed altri) e il sistema binomio entrò in uso dopo l'inclusione dei Sabini (il sistema nominale costituito da praenomen e nomen era tipico dei Sabini).
Molto del sistema dei tria nomina è dunque dovuto all'influenza che tale popolo esercitò su Roma, dopo la leggendaria coreggenza di Romolo e Tito Tazio.

## Itria nomina

### Praenomen
Il primo elemento era il nome personale, quello attribuito ai bambini alla nascita, con il quale si presuppone che venissero chiamati in famiglia. Negli scritti, peraltro, il prenome era generalmente ridotto all'iniziale, poiché i prenomi romani si erano ben presto ridotti ad un numero alquanto limitato. Questa forma di nome "proprio", eccetto che per le relazioni familiari e confidenziali, era abbastanza poco importante ed era raramente usata da sola.
Sono relativamente pochi i praenomina usati nella Roma repubblicana e nella Roma imperiale, generalmente legati alla tradizione. Solo alcuni di questi, come "Marco", "Tiberio" e "Lucio" (anche con la versione femminile "Lucia") sono ancora in uso. Ultimamente riscoperto anche "Gaia", femminile di "Gaio" o "Caio", che in realtà è la versione non corretta di "Gaio". La corruzione di Gaio in Caio deriva dalla tradizione latina che abbreviava con C. il praenomen Gaius (Gaio) e con Cn. il praenomen Gnaeus (Gneo). Tali tradizionali abbreviazioni derivano a loro volta dal fatto che gli Etruschi, che esercitarono una forte influenza sulla prima fase storica di Roma, non distinguevano fra la "G" e la "C".
Molti dei "praenomina" maschili usati furono abbreviati ad uno o due caratteri nelle iscrizioni lapidarie, senza possibilità di ambiguità proprio perché non erano molti; le abbreviazioni più comuni sono: Aulus (A), Gaius (C), Gnaeus (Cn), Decimus (D), Kaeso (K), Lucius (L), Marcus (M), Mamercus (Mam), Manius (M'), Numerius (N), Publius (P), Quintus (Q), Servius (Ser), Sextus (Sex), Spurius (Sp), Titus (T), Tiberius (Ti).
I "praenomina" Primus, Secundus, Tertius, Quintus, Sextus, Septimus, Octavius, Nonus e Decimus hanno in italiano l'ovvio significato dei numeri ordinali e furono probabilmente in origine assegnati nell'ordine di nascita, una prassi che venne ripresa dal fascismo (e la relativa politica culturale e demografica) attualmente in disuso.

### Nomen
Il secondo nome era quello della gens (pl. gentes) la "famiglia allargata". Le gentes romane iniziali erano abbastanza poche, e pochissime quelle dotate di una certa rinomanza, tale da dare loro la possibilità di consegnare ai posteri la fama di alcuni dei loro componenti. Tra di esse sicuramente la gens Iulia, la gens Cornelia, la gens Claudia, la gens Cassia, la gens Sempronia, la gens Domitia, la gens Valeria, la gens Fabia, la gens Sidonia e la gens Flavia.
Si noti peraltro che con l'andar del tempo le cose si complicarono parecchio, con l'ingresso nella cittadinanza romana di persone o intere famiglie che venivano da tradizioni diverse (si pensi agli schiavi liberati, agli alleati galli, ecc.) e che quindi magari non avevano alcuna gens di appartenenza. Gli schiavi liberati spesso acquisivano il nomen del loro antico proprietario; gli stranieri "naturalizzati" a volte latinizzavano un loro soprannome, a volte lo inventavano di sana pianta, e così via.

### Cognomen
L'ultimo elemento era in origine un soprannome, che le persone non avevano dalla nascita, legato com'era ad una loro caratteristica personale o ad un evento che li aveva visti protagonisti. Il cognomen comparve all'inizio come soprannome o nome personale, che distingueva un individuo all'interno della gens (il cognomen non compare in documenti ufficiali fino a circa il 100 a.C.); spesso il cognomen risultava quindi il solo vero elemento personale del nome, tanto da diventare per noi posteri il nome con cui il personaggio è conosciuto. Plutarco ne spiega l'origine quando racconta di come a Gneo Marcio fu attribuito il cognome di "Coriolano", in seguito alle sue gesta eroiche che contribuirono grandemente alla presa di Corioli.
Durante la Repubblica e l'Impero, il cognomen si trasmetteva dal padre al figlio, distinguendo di fatto la famiglia nucleare all'interno della gens. A causa della sua origine, spesso il cognomen rifletteva qualche tratto fisico o della personalità. Ne è esempio il cognomen "Caligola", soprannome dato al terzo imperatore romano, Gaio Giulio Cesare Germanico, per l'abitudine che questi aveva in gioventù di calzare sempre i sandali militari (caligae). Altro cognomen famoso è quello di Marco Tullio Cicerone, da noi appunto conosciuto come Cicerone, appellativo con cui l'antenato di Marco Tullio era chiamato, a causa di escrescenze sul viso che sembravano ceci (in latino cicer).

## Supernomina
I supernomina erano i soprannomi particolari che distinguevano gli individui, spesso con nomi simili. Essi si distinguevano in agnomina e signa (plebei o aristocratici). Essi nacquero dalla necessità di distinguere dei nuclei più ristretti all'interno delle famiglie, e venne aggiunto così un secondo cognomen, chiamato agnomen (agnome). Alcuni di questi passarono di padre in figlio, come i cognomina, per distinguere una sottofamiglia (per esempio i discendenti di una persona specifica) all'interno della famiglia. Tuttavia il più delle volte venne usato come semplice soprannome. Talvolta fu usato come titolo onorifico per ricordare un'impresa importante (come cognomen ex virtute tramandato dai discendenti). A titolo di esempio basterebbe ricordare Publio Cornelio Scipione l'Africano (che in latino avrebbero scritto solitamente P.CORNELIVS SCIPIO AFRICANVS).

### Agnomina
Tra i supernomina si distinguono gli agnomina, che si formavano di norma introducendo il soprannome con formule tipo qui et vocatur, cui nomen est, qui vocatur, oppure semplicemente aggiungendolo alla fine dei tria nomina, accanto al cognomen.

### Signa
I signa erano di due tipi, il primo utilizzato per lo più dai plebei, il secondo era di tradizione aristocratica. Quelli di uso plebeo si costruivano con la parola signo più il genitivo del soprannome, quelli di tradizione aristocratica con l'agnome terminante con desinenza in -ius.

## Adozione
Quando un romano entrava per adozione in una nuova famiglia (evento usuale a causa della scarsità di figli in molte famiglie), il suo nome diveniva quello completo del padre adottivo (si assumevano i tria nomina del padre adottivo) più il suo nome di famiglia in forma declinata (con suffisso in -anus). Ecco due esempi:
- Gaius Iulius Caesar Octavianus (Augusto), nato nella famiglia di Octavius, adottato da Gaius Iulius Caesar.
- Marcus Aemilius Lepidus Livianus (Princeps senatus nel I secolo a.C.), nato nella famiglia di Livius, adottato da Marcus Aemilius Lepidus.

## Nomi stranieri
Mentre Roma continuava a conquistare territori al di fuori della penisola italiana, furono introdotti molti nomi stranieri. Ex soldati ausiliari e altre categorie che guadagnavano il diritto alla cittadinanza romana, potevano, e spesso volevano, mantenere almeno una parte del loro nome d'origine. Un buon numero di questi nomi (cognomina all'atto dell'assunzione dei tria nomina, ma vecchi nomi personali da schiavi) sono di origine greca (grecanici), mentre gli altri provengono da tutte le regioni entrate nel campo di influenza romano. I soldati ausiliari non cittadini romani, avendone maturato il diritto, spesso adottavano il nomen del loro Imperatore, aggiungendo il loro nome originale come cognomen.
Esempi di nomi stranieri sono: Amandio - Antigonus - Antiochus - Antius - Apollonius - Apthorus - Artemidorus - Autobulus - Bocchus- Caecina - Chilo - Cosmus - Diodotus - Diogenes - Diotimus - Epicydes - Glycon - Heraclides - Hicesius - Isidorus - Micon - Mithridates - Narcissus - Nicander - Nicias - Nicoteles - Orthrus - Paetas - Parmenion - Philadelphus - Plocamus - Pyramus - Pythion - Raphael - Sophus - Soterides - Tarautas - Thalamus - Theodorus - Theodotus - Trophimus - Vassus - Vespillo.

## Nomi femminili
Quanto scritto sopra si applicava soltanto agli uomini. La società romana, infatti, non usava attribuire veri e propri nomi personali alle donne, che venivano conosciute soltanto con il proprio nome gentilizio (nomen), ovviamente declinato al femminile, talvolta seguito da un aggettivo nel - frequente - caso di omonimia tra donne appartenenti alla stessa gens (Maior e Minor se le donne erano soltanto due; Prima, Secunda, Tertia e via dicendo se erano più di due). Alcuni esempi: la famosa madre dei Gracchi fu Cornelia, ma questo non è affatto un nome proprio, anche se alla sensibilità moderna lo sembra, ma semplicemente un gentilizio, peraltro uno dei più famosi; le figlie di Marco Antonio erano conosciute come Antonia maggiore (nonna dell'Imperatore Nerone) e Antonia minore (madre dell'Imperatore Claudio); più di due figlie erano distinte dal numero ordinale: Cornelia Quinta era la quinta figlia di Cornelius.
Emerge dallo studio delle iscrizioni lapidarie che nei tempi più antichi si usava la versione al femminile anche dei praenomina e che i nomi delle donne presumibilmente consistevano in un praenomen e un nomen seguito da un patronimico. In periodo storico della Repubblica le donne non ebbero più praenomen. In effetti, sull'esistenza del praenomen femminile le opinioni sono discordi. Taluni ritengono che non sia mai esistito. Altri pensano, invece, che non potesse essere pronunciato per ragioni di pudicitia. Secondo i sostenitori di quest'ipotesi, infatti, i Romani avrebbero ereditato dai Sabini una credenza che considera il prenome una parte della persona; dunque, pronunciare il praenomen di una donna sarebbe stato un atto di intimità assolutamente inaccettabile. Al di là delle diatribe tra gli studiosi, resta il fatto che nominare una donna era considerato atto socialmente irrispettoso.
Se era necessaria un'ulteriore precisazione, il nome gentilizio era seguito dal genitivo del nome del padre o, dopo il matrimonio, del marito. Infatti Cicerone indica una donna come Annia P. Anni senatoris filia (Annia figlia del senatore P. Annius).
Dalla tarda Repubblica, le donne adottarono anche la forma femminile del cognomen del padre (per esempio Caecilia Metella Crassi, figlia di Q. Caecilius Metellus e moglie di P. Licinius Crassus). Questo cognomen femminilizzato assunse spesso la forma diminutiva (per esempio la moglie di Augustus, Livia Drusilla, era figlia di M. Livius Drusus; altri esempi di diminutivi femminili erano Domitilla da Domitius, Faustina da Faustus, Livilla da Livius, Lucilla da Lucius, Priscilla da Priscus ecc.)
Esempi di nomi femminili sono: Aconia Paulina - Aelia Domitia Paulina - Aelia Flacilla - Aelia Paetina - Aemilia Lepida - Agrippina - Alfidia - Alypia - Ancharia - Annia Aurelia Faustina - Annia Faustina - Annia Fundania Faustina - Annia Galeria Faustina - Annia Galeria Aurelia Faustina - Annia Lucilla - Antistia - Antonia - Aquilia Severa - Arrecina Tertulla - Arria - Arria Fadilla - Atia - Aurelia - Baebiana - Bruttia Crispina - Caecilia Attica - Caecilia Metella - Caecilia Paulina - Caesonia - Claudia - Claudia Antonia - Claudia Pulchra - Clodia - Cornelia - Cornelia Supera - Crispina - Didia Clara - Domitia - Domitia Longina - Domitia Lucilla - Domitia Paulina - Domitilla - Drusilla - Dryantilla - Euphemia - Eutropia - Fabia - Fadia - Faltonia Betitia Proba - Fannia - Fausta - Faustina - Flavia Domitilla - Fulvia - Galla - Galla Placidia - Gnaea Seia Herennia Sallustia Barbia Orbiana - Gratidia - Helena - Helvia - Herennia Etruscilla - Honoria - Hostia - Iulia - Iulia Aquila Severa - Iulia Domna - Iulia Livilla - Iulia Paula - Iunia Calvina - Iustina - Leontia - Lepida - Licinia - Livia - Livia Drusilla - Livia Iulia - Livia Ocellina - Livia Orestilla - Livilla - Livilla Claudia - Lollia Paulina - Lucilla - Maecia Faustina - Magia - Magna Urbica - Manlia Scantilla - Marcella - Marcia - Marcia Furnilla - Marciana - Mariniana - Matidia - Messalina - Minervina - Mucia - Mummia Achaica - Munatia Plancina - Octavia - Orbiana - Otacilia Severa - Paccia Marciana - Papianilla - Papiria - Paulina - Placidia - Plautia Urgulanilla - Plautilla - Plotina - Pompéia - Pompeia Plotina - Popillia - Poppaea - Poppaea Sabina - Porcia - Prisca - Pulcheria - Sabina - Salonina - Salonina Matidia - Sempronia - Servilia - Severa - Severina - Statilia Messalina - Sulpicia - Terentia - Titiana - Tranquillina - Tullia - Turia - Ulpia - Ulpia Marciana - Urgulania - Urgunalla - Valeria Galeria - Valeria Messalina - Verina - Vibia Matina - Vibia Sabina - Violentilla - Vipsania - Vipsania Agrippina - Vistilia.

## Ulteriori elementi ed esempi
Inizialmente praenomen e nomen costituivano il nome completo del Romano ed erano seguiti dal patronimico (o indicazione della paternità). Il patronimico consisteva nella parola latina filius (figlio), abbreviata in "f." preceduta 
dall'abbreviazione del praenomen paterno naturalmente al genitivo. Pertanto un Romano poteva essere noto come M. Antonius M. f. (Marcus Antonius Marci filius) cioè "Marco Antonio figlio di Marco". In più si sarebbe potuto indicare anche il nonno con la parola nepos (nipote) abbreviata in "n.".
Verso la metà del periodo repubblicano si aggiunse al patronimico l'indicazione abbreviata della tribù in cui la persona era registrata. Non si sa quando questa indicazione divenne parte ufficiale del nome. Nel 242 a.C. il numero delle tribù fu fissato in 35:
Aemilia - Aniensis - Arniensis - Camilia - Claudia - Clustumina - Collina - Cornelia - Esquilina - Fabia - Falerna - Galeria - Horatia - Lemonia - Maecia - Menenia - Oufentina - Palatina - Papiria - Poblilia - Pollia - Pomptina - Pupinia - Quirina - Romilia - Sabatia - Scaptia - Sergia - Stellatina - Succusana o Suburana - Teretina - Tromentina - Velina - Voltinia - Veturia

### Tribù
La tribù non era indicazione di una comune ascendenza; bensì, le tribù erano distribuite geograficamente e un individuo apparteneva alla tribù nella quale si trovava la sua abitazione principale. La tribù era una componente essenziale della cittadinanza, infatti il voto si svolgeva spesso per tribù. Con l'espansione dell'Impero il numero delle tribù venne aumentato.

### Esempio di onomastica completa
Un esempio di nome completo è quello dell'imperatore Marco Aurelio. Si tenga presente che il nome cambiò nel corso della sua vita: noto alla nascita come Marco Annio Catilio Severo (Marcus Annius Catilius Severus), divenne in occasione dell'adozione da parte di Antonino Pio come Marco Elio Aurelio Vero (Marcus Aelius Aurelius Verus), ed in occasione del matrimonio con la figlia di Antonino (sua sorellastra in virtù dell'adozione) Marco Annio Vero (Marcus Annius Verus), per poi diventare al momento dell'elevazione a imperatore Marco Aurelio Cesare, figlio di Augusto (Marcus Aurelius Caesar Augusti filius).
Il nome completo è il seguente: Marcus Aurelius Marci f. Quinti n. tribu Galeria Antoninus Pius, domo Caesaraugusta, che si compone dei seguenti elementi:
- praenomen: Marcus
- nomen: Aurelius (appartiene alla gens Aurelia, gli Aurelii al plurale)
- patronimicus: figlio di Marcus
- nome del nonno: nipote di Quintus
- tribù: Galeria (una tribù nella regione di Caesaraugusta in Spagna)
- cognomen: Antoninus (famiglia degli Antonini)
- agnomen: Pius (probabilmente a causa della sua mitezza: raramente trasmesso alla discendenza)
- città: Caesaraugusta (oggi Saragozza in Spagna)

Nell'uso quotidiano, le persone erano nominate o con una combinazione di nomen e praenomen, oppure, più frequentemente semplicemente con il cognomen. Così "Marcus Livius Drusus" poteva essere semplicemente "Drusus" o "Marcus Livius". "Iulia Marciana" poteva essere semplicemente "Iulia".